# Roger Lemerre
Roger León Maurice Lemerre-Desprez (Bricquebec, 1941. június 8. –) korábbi francia válogatott labdarúgó, edző. Szövetségi kapitányként a francia labdarúgó-válogatott, a tunéziai labdarúgó-válogatott és a marokkói labdarúgó-válogatott kispadján is dolgozott. Klubmenedzserként Franciaországban, Tunéziában, Algériában és Törökországban is megfordult.

## Pályafutása

### Játékosként
Profi labdarúgóként 15 évet töltött el Franciaországban. 1961-ben a CS Sedan Ardennes csapatánál lett profi játékos. Itt több mint 200 mérkőzésen szerepelt, egészen 1969-ig. Miután a Nantes csapatába igazolt, itt 2 szezont töltött el, majd az AS Nancy-Lorraine klubjába igazolt. 1973 és 1975 között a Lens csapatát erősítette, majd innen vonult vissza az aktív labdarúgástól.

## Sikerei, díjai

### Játékosként
- Etoile d'or France Football: 1966, 1968, 1969

### Menedzserként
- Franciaország:
  - Katonai labdarúgó-világbajnokság: 1995
  - Világbajnok: 1998
  - Konföderációs kupa: 2001
  - Európa-bajnok: 2000
- Tunézia:
  - Afrikai nemzetek kupája: 2004